# Madonna degli Angeli
La Madonna degli Angeli è un dipinto a olio su tavola (141x106 cm) di Andrea del Sarto, databile al 1516 e conservato nel Museo del Louvre di Parigi. Dell'opera esiste una seconda versione, ritenuta autografa, nell'Alte Pinakothek di Monaco di Baviera.

## Storia
L'opera, che si trova al Louvre tramite le collezioni di Francesco I di Francia, è quasi certamente una delle due Madonne che Vasari ricordò come spedite nel 1516 al sovrano francese, il quale per tutta risposta invitò Andrea del Sarto a Fontainebleau, dove stette tra il 1518 e il 1519.

## Descrizione e stile
Il tema dell'opera è la visita di san Giovannino e sant'Elisabetta a Gesù Bambino durante la fuga in Egitto, episodio descritto nei vangeli apocrifi che godette di un grande successo iconografico nel Rinascimento.
L'opera, ispirandosi alle opere fiorentine di Raffaello, è composta in due studiatissimi gruppi affiancati, quello di Elisabetta e Giovannino a destra e quello della Madonna col Bambino a sinistra, dietro la quale si trovano due angioletti vivacemente in movimento. Il fulcro della composizione è il dito del Battista, che indica l'alto, alludendo alla natura divina di Cristo e quindi alla sua futura Passione. Tale premonizione appanna i volti pensierosi di Maria ed Elisabetta e sembra causare negli angeli un moto di rammarico.
La ricchezza di posizioni utilizzate per le figure e la sovrapposizione di gesti e sguardi dimostra ormai le caratteristiche del primo manierismo fiorentino.
In basso si vede la croce di canne del Battista, appoggiata a terra; lo sfondo è scuro e uniforme.
La sovrapposizione di figure ed espressioni intensità studiosi sono caratteristici del primo manierismo fiorentino di Andrea del Sarto. Molto originale appare la stesura del colore, dotata di una qualità pittorica gessosa, in cui si ravvisano i primi segni di una crisi, che i contemporanei Rosso Fiorentino e Pontormo indirizzarono nelle deformazioni manieristiche.